# تپه جنوب فرودگاه
تپه جنوب فرودگاه مربوط به دوره اشکانیان - دوره ساسانیان است و در شهرستان کوهدشت، بخش طرهان، ۱/۷۵ کیلومتری جنوب غرب شهر گراب واقع شده و این اثر در تاریخ ۲۸ اسفند ۱۳۸۵ با شمارهٔ ثبت ۱۸۲۹۵ به‌عنوان یکی از آثار ملی ایران به ثبت رسیده است.